# Мухин, Василий Петрович
Василий Петрович Мухин (27 декабря 1889 [8 января 1890], Порецкое, Алатырский уезд, Симбирская губерния — 29 октября 1957, Москва) — советский хоровой дирижёр и педагог.

## Биография
Родился 27 декабря 1888 (8 января 1889) года в селе Порецкое в Алатырском уезде Симбирской губернии (ныне — Чувашия). С детских лет пел в церковном хоре; в 1912—1914 годах учился в Саратовской консерватории, где занимался у Л. М. Рудольфа и Г. Э. Конюса. Работал помощником дирижёра в хоре под руководством А. М. Листопадова и школьным учителем пения в Саратове. 
В 1929 году окончил Московскую консерваторию (отделение хорового образования у А. В. Александрова и класс сольного пения С. И. Друзякиной. 
В 1926—1932 годах преподавал на рабфаке, в 1932—1957 годах — на дирижёрско-хоровом факультете Московской консерватории (с 1947 года — профессор и декан факультета, с 1951 года — заведующий кафедрой хорового дирижирования).
Много внимания уделял работе с хоровой самодеятельностью. Область его интересов — культура звука в хоровом пении, над которой он работал в созданных им самодеятельных коллективах: Ансамбль песни и пляски детей железнодорожников; городской самодеятельный хор студентов московских вузов при Московской консерватории (создан в 1948 году, с 1960 года — Московский хор молодёжи и студентов). 
Создал ряд хоровых обработок, написал методический очерк «Вокальная работа в хоре», напечатанный в сборнике статей под редакцией Д. Л. Локшина: «Работа в хоре» (М.: Профиздат, 1960. — 295 с.).
Умер в Москве 29 октября 1957 года.
Одним из его учеников был композитор, лауреат Государственной премии Ф. М. Лукин.